# Velika Nedelja
Velika Nedelja – wieś w Słowenii, w gminie Ormož. 1 stycznia 2018 liczyła 265 mieszkańców.

## Osoby związane z miejscowością
- Peter Dajnko (1787–1837), słoweński pisarz, językoznawca
- Jože Fegeš (1933–1988), słoweński inżynier
- Anton Irgolič (1830–1888), słoweński pedagog
- Alojzij Meško (1858–1897), słoweński teolog